# おならをするローランド
おならをするローランド（同時代の記録では Roland le Fartere、Roulandus le Fartere、Rollandus le Pettus、または Roland le Petour として知られる）は、12世紀のイングランド王国に住んでいた中世の放屁芸人である。彼はサフォークのヘミングストン荘園と30エーカー (12ヘクタール)の土地を与えられ、ヘンリー2世 (イングランド王)の道化師として仕えていた。毎年、彼は王の宮廷でのクリスマスにおいて、"saltum, siffletum, pettum"（跳躍、口笛、放屁を同時に行う芸）を披露する義務を負っていた。
ローランドの名前は、13世紀イングランドのLiber Feodorum（『封建登記簿』）に記録されている。